# Петровичева, Александра Ивановна
Александра Ивановна Петровичева (род. 1937) — стерженщица, Герой Социалистического Труда (1974).

## Биография
Александра Ивановна Петровичева родилась 5 мая 1937 года в деревне Дежино (ныне — Смоленской области). Рано осталась сиротой, воспитывалась у бабушки. Окончила семь классов школы, после чего жила в Москве. С 1953 года работала на Московском электромашиностроительном заводе «Динамо» имени С. М. Кирова, сначала в штамповочном, а затем в литейном цехах.
В короткие сроки овладев специальностью стерженщицы, Петровичева работала на этой должности до самого выхода на пенсию, показывая высокие результаты в труде, постоянно перевыполняя нормы. Так, план девятой пятилетки был выполнен ей за три с половиной года.
Указом Президиума Верховного Совета СССР от 3 января 1974 года за «выдающиеся успехи в выполнении и перевыполнении планов 1973 года и принятых социалистических обязательств» Александра Ивановна Петровичева была удостоена высокого звания Героя Социалистического Труда с вручением ордена Ленина и медали «Серп и Молот».
Избиралась депутатом Верховного Совета РСФСР, депутатом Моссовета, делегатом ряда съездов. В настоящее время Петровичева находится на пенсии, проживает в Москве.
Также награждена орденом Трудового Красного Знамени и рядом медалей, в том числе Золотой медалью ВДНХ СССР.